# Orbi Yokohama
- セガサミーホールディングス > セガグループ > Orbi > Orbi Yokohama
- MARK IS みなとみらい > Orbi Yokohama

Orbi Yokohama（オービィヨコハマ、オービィ横浜）は、神奈川県横浜市西区みなとみらいの商業施設「MARK IS みなとみらい」内（5階）にかつて存在したエンターテインメント施設。
2013年8月に「大自然超体感ミュージアム」をコンセプトとして開業。その後、2018年4月には新たなコンセプト「動物とふれあえる屋内型パーク」としてのコンテンツを強化し、リニューアルオープン（詳細は後述）。
しかし、開業から7年以上経た2020年10月に年内での閉館が発表され、予定通り12月末をもって閉館となった。
本項では、国内2号店の「Orbi Osaka」や海外展開の「Orbi Dubai」についても一部触れる（後節参照）。

## 施設概要
「Orbi」（オービィ）は、2011年6月にパートナーシップ契約を結んだセガとBBCワールドワイド（BBCW）による共同プロジェクトとしてスタートした。“Orb”（球体）と“Orbit”（軌道）を由来とした造語であり、2つの単語によって地球をイメージしている。
第1号店となる「Orbi Yokohama」は2013年8月19日にグランドオープンを迎えた。イギリスの英国放送協会（BBC）が制作する番組ブランド「BBC EARTH」が全面協力しており（BBCとの共同制作関係はのちに解消されている）、当館のエキシビション（シアター23.4を含む）では同番組による大自然の迫力ある映像コンテンツと共に、ゲームなどで培ってきたセガの最新技術が導入されている。さらに館内の一部施設では匂いなども再現され、五感を刺激するこれまでにない大自然体感ができる。
当館が入る「MARK IS みなとみらい」は地下でみなとみらい線のみなとみらい駅に直結しており、アクセスも良好である。また、初年度の目標来場者数は50万人としていたが、オープンから1ヶ月で早くも10万人の来場者数を達成。その後、2018年2月時点で累計200万人以上の来場者を動員している。
当館の広告として、2013年にキッズモデルのトンプソン・アイミ（当時7歳）らを、2018年に同じく翔（当時12歳）を起用した。

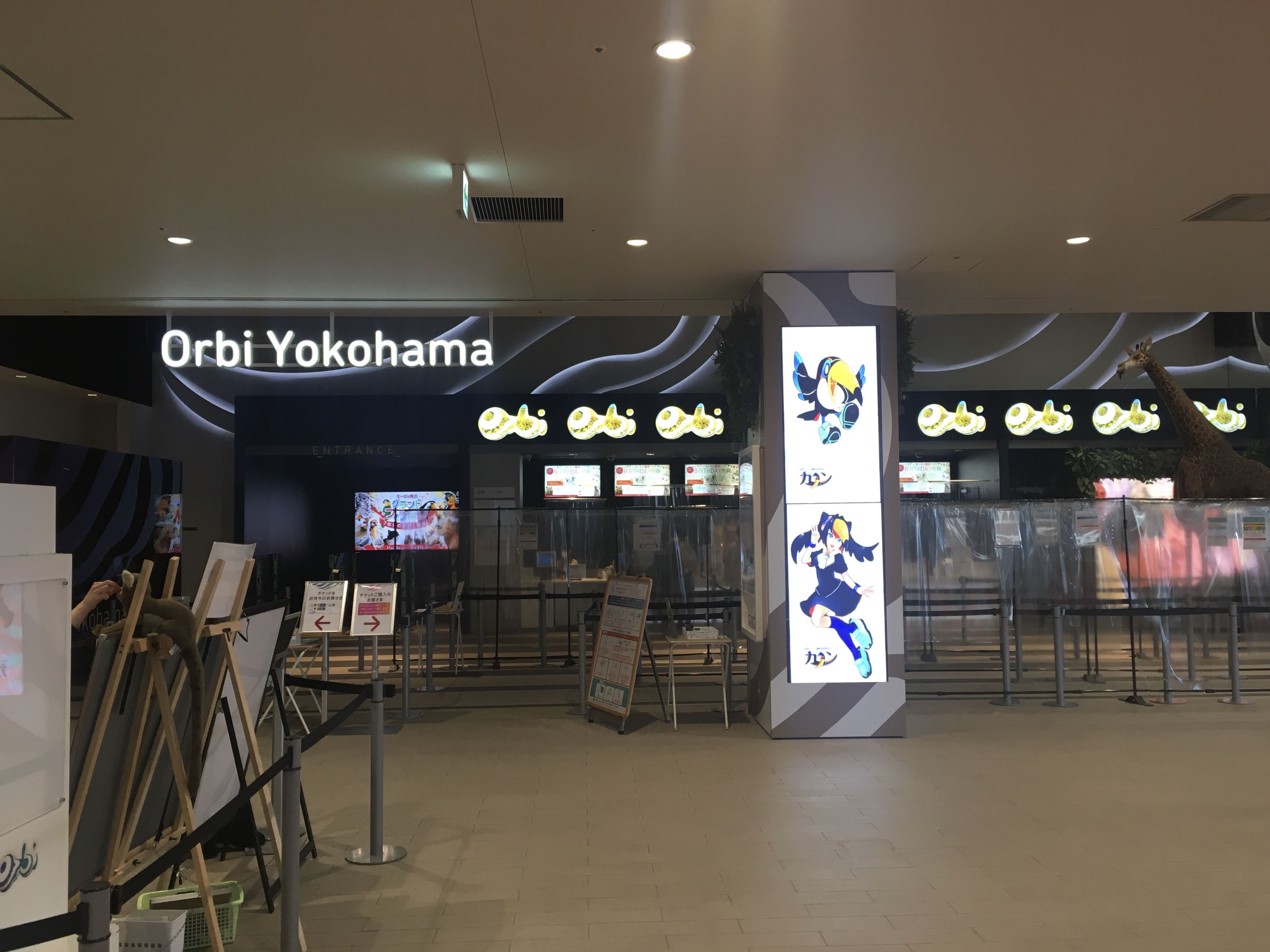
2020年12月31日の閉館日にエントランス付近を撮影

2018年には館内施設リニューアルのため2月16日より約1ヶ月半休業し、4月1日にリニューアルオープン（3月25日より営業時間を短縮し先行営業開始）。「デジタルとリアルとの調和」をコンセプトに動物と直接触れ合うことができるスペースを拡充した他、期間催事スペースなども新たに設けている。しかし開業から7年以上経た2020年10月、新型コロナウイルス流行の影響などもあり年内をもって閉館することが発表され、予定通り同年12月31日に閉館となった（#閉館イベントも参照）。
なお、閉館後の跡地には2021年4月27日から1年間限定で屋内型アニマルテーマパーク「Moff animal world（モフ アニマルワールド）MARK IS みなとみらい店」を出店したのち、2024年4月26日にローソン・ユナイテッドシネマが運営するシネマコンプレックス「ローソン・ユナイテッドシネマ STYLE-S みなとみらい」が開業している。

### 当館の運営
当館の運営についてはセガサミーグループの再編に伴い、2015年4月1日から2016年12月31日まではセガ・ライブクリエイション（のちのCAセガジョイポリス）が行なっていたが、セガサミーホールディングスが保有していたセガ・ライブクリエイション株式の一部売却とそれに伴う会社分割に伴い、2017年1月1日付でセガホールディングス（2020年4月にセガグループに改称）へ再移管された（ただし、後述の「Orbi Osaka」はレッドホースエデュテインメント、「Orbi Dubai」はマジッド アル フタイム レジャー&エンタテインメントとライセンス契約を結び、運営権を付与している）。なお、セガホールディングスへの運営移管と同時に、セガサミーグループ内での事業位置付けをリゾート事業からエンタテインメントコンテンツ事業に変更している。

### フランチャイズ展開
セガは当館でノウハウを蓄積し、今後の世界での展開（フランチャイズ化）も視野に入れており、2016年1月29日には国内第2号店となる「Orbi Osaka」（オービィ大阪）が大阪府吹田市の複合施設「EXPOCITY」内に開業、さらに2017年5月7日には海外1号店となる「Orbi Dubai」（オービィドバイ）がアラブ首長国連邦ドバイの複合施設「City Centre Mirdif」内（2階）に開業したが、前者は2018年9月30日に、後者は2019年4月30日にそれぞれ閉館している。各施設内のコンテンツ（エキシビション）については先行展開していた「Orbi Yokohama」をベースとしており、共通のものも多かった（エキシビションの詳細は「#館内施設・サービス」も参照）。

### 閉館イベント
2020年11月20日から12月31日まで、当館の閉館イベントとして『オービィ横浜 グランドフィナーレ〜7年分の感謝と恩返し〜』を開催。期間限定のエキシビション「ちいさな恐竜展」やワークショップ、縁日、ビンゴ大会など様々なコンテンツを展開するほか、12月にはYouTubeのセガ公式チャンネルにて営業時間外の動物の様子などを紹介する「知らなかったオービィ横浜」も公開。また、パスポート料金が半額になる「ナイトパスポート」も18時以降に販売する。

## 利用案内

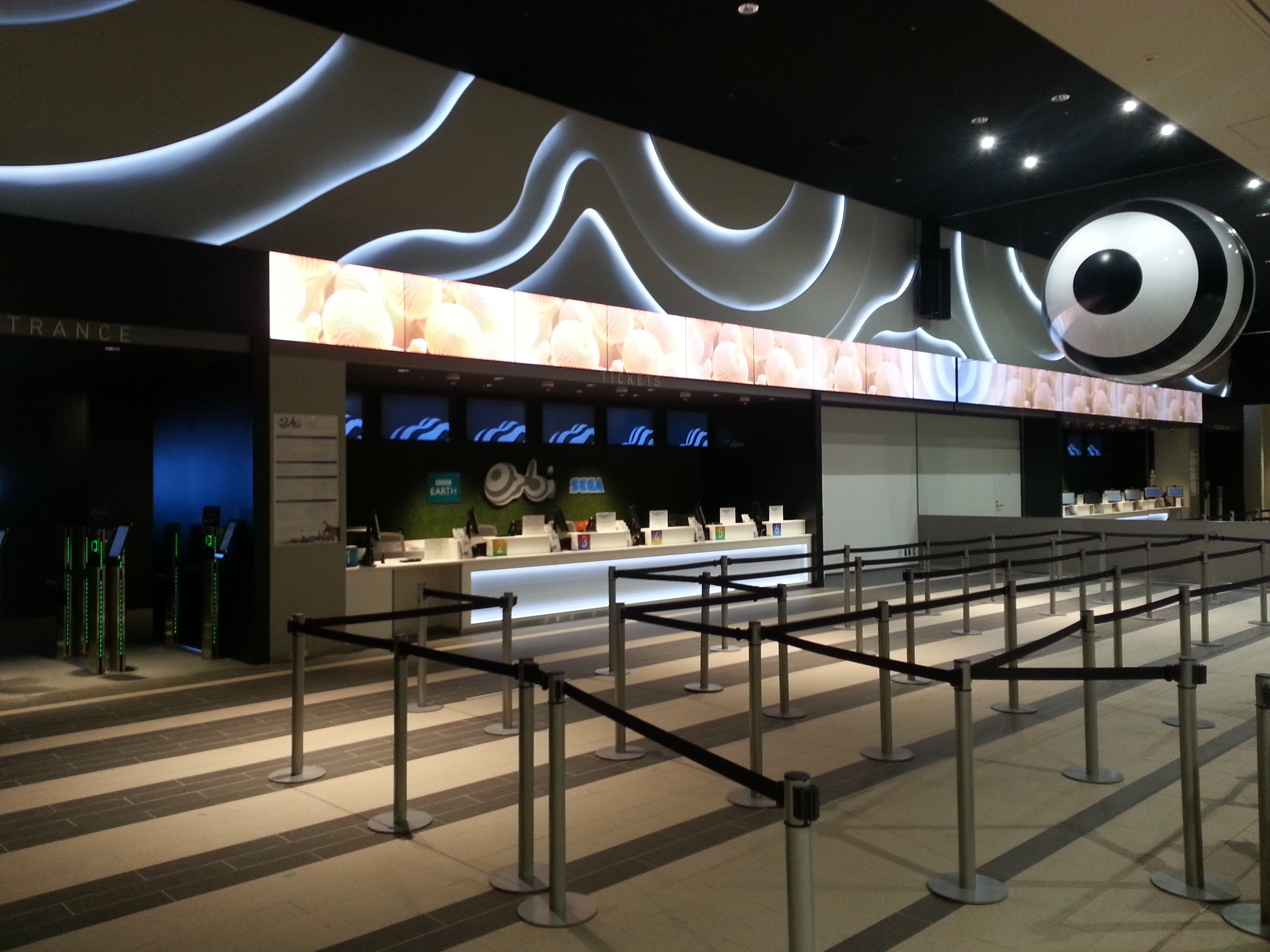
エントランス（チケット受付窓口）
（2013年9月13日撮影）

営業時点（閉館以前）での利用案内を以下に記す。利用案内に関する詳細情報は「公式サイト（チケットのページ）」（2020年11月9日時点）を参照のこと。
営業時間
- 月曜日 - 木曜日：9:00 - 21:00（最終入館20:00まで）
- 金曜日 - 日曜日、祝日、祝日の前日：9:00 - 22:00（最終入館21:00まで）

※カフェ・アニマルコンテンツの営業時間は上記と異なる（後述参照）。また、アニマルコンテンツは待ち時間によって最終受付時間が早まる場合もある。
※セガホールディングスへの運営移管と同時に、営業時間も変更となった。営業時間は時期などにより変更となる場合がある。
料金
チケットは当日窓口販売の他に、パスポートのみ前売りチケットのオンライン販売も行なっている。
2016年7月の新料金システム導入により、施設利用料金が値下げとなった。
なお、以下の料金は2019年3月のリニューアル時点のものである。
- 入館料（個別料金が設定されているエキシビションを除き施設利用が可能）
  - 大人（18歳以上） - 800円
  - シニア（60歳以上） - 300円
  - 中人（中高生） - 500円
  - 小人（小学生） - 300円
  - 5歳以下 - 無料
- パスポート（⼊館料＋全てのエキシビションとシアター23.4が利用可能なフリーパス）
  - 大人（18歳以上） - 2,400円
  - シニア（60歳以上） - 1,800円
  - 中人（中高生） - 1,800円
  - 小人（小学生） - 1,600円
  - 幼児（4〜5歳） - 1,200円
  - 3歳以下 - 無料

※この他、他施設とのセット券やナイトチケットなどの割引サービスを導入している場合もある。
- エキシビション個別料金（入館料のみで入場しフリーパスがない場合、下記エキシビションは有料）

  - アニマルコンテンツ - 各500円
    - アニマルスタジオ（1回20分）
    - アニマルガーデン（1回15分）
    - キャットパラダイス（1回15分）
    - アニマルヴィレッジ（1回約10分）

  - シアター23.4（1作品） - 500円 ※完全入れ替え制
    - フライトトレーニング（1日1回実施） - 500円（20席限定指定席：+200円）

  - 4Dシアター「マウンテンゴリラ」 - 300円
  - 極寒体験「マウントケニア」 - 300円
  - キッズプレイグラウンド「メガバグズ」 - 300円

リストバンドと写真撮影
パークルールとして、館内ではリストバンド（RFIDタグ）を右手首につけたままの状態で利用することになっており、リストバンドをはずした状態では利用できないエキシビションもある。リストバンドにより個人識別し、館内の各スポットで撮影した写真を保存したり、エキシビション「エクストリーム フォトスポット」ではポーズを決めて合成写真の撮影も可能である。撮影された写真は「フォトダイアリー」端末で鑑賞し、気に入れば購入できる。なお、退館する際には出口ゲートでタッチ後にリストバンドをはずして箱の中に返却する。

## 館内施設・サービス

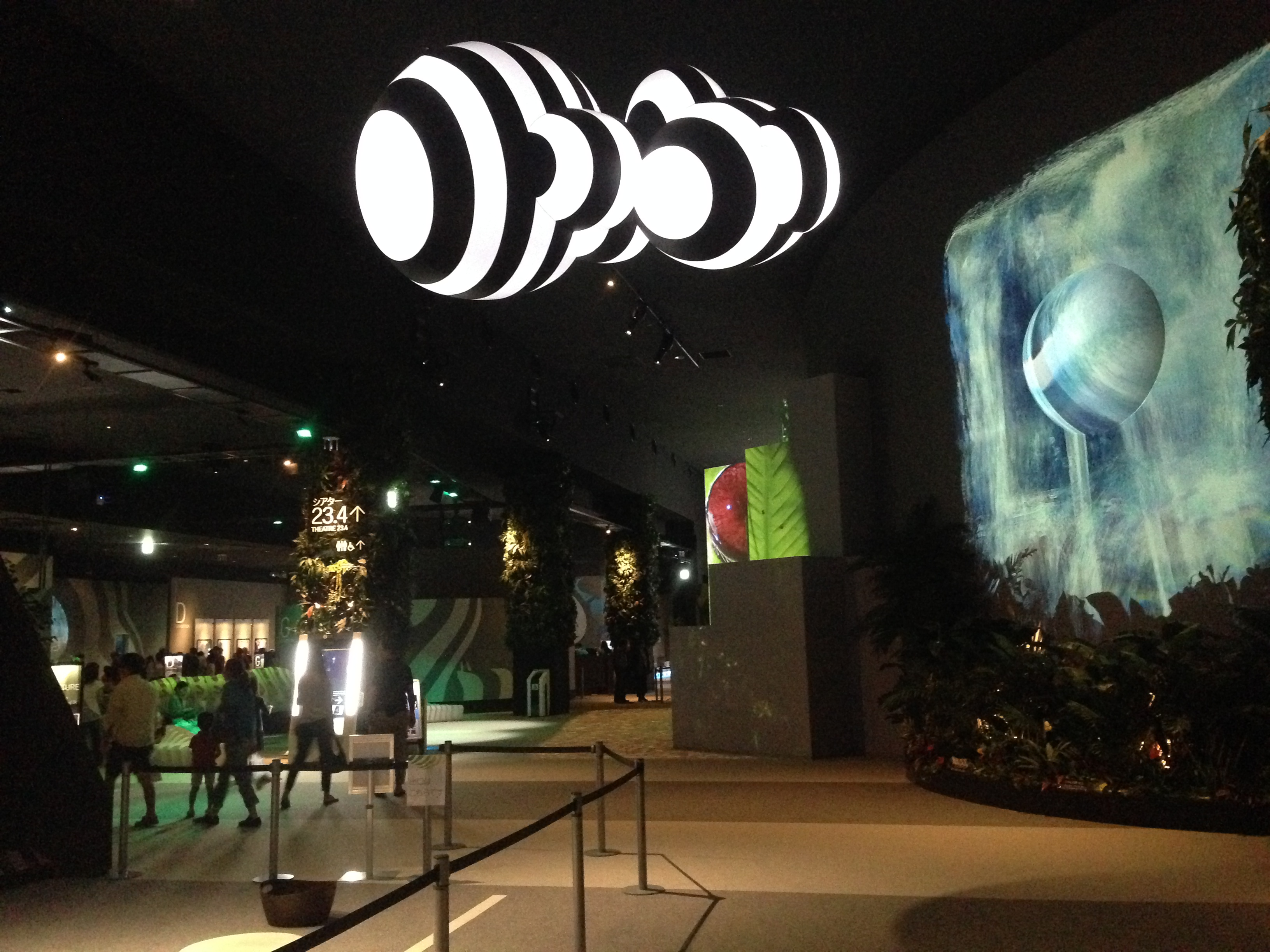
館内の様子（2014年8月30日撮影）

本節では営業時点での主な館内施設（エキシビションやその他の施設・サービス）について解説する。施設に関する詳細情報は「公式サイト（エキシビション紹介のページ）」（2020年11月15日時点）を参照のこと。

### エキシビション (EXHIBITION)
館内のエキシビションは、映像作品を上映する「シアター23.4」や実際の動物を展示する「アニマルコンテンツ」、その他の「エンタテインメント・エキシビション」で構成される。

#### シアター23.4 (THEATRE 23.4)
巨大スクリーン、特殊効果装置により大自然没入体験ができるシアター。340人収容。映像は年に2〜3本のペースで制作し、内容などを定期的に更新していく方針である。なお、23.4は地軸の傾きに由来している。シアターの詳細については「公式サイト（シアター23.4のページ）」（2020年11月13日時点）を参照のこと。
第4弾プログラムの上映開始に合わせて2014年12月2日以降は自由席となった。また、フリーパスが付属するパスポート入館（2016年7月新設）の場合、追加料金なしで一日に何度も鑑賞可能となっているが、フリーパスを持っていない場合でも1回500円で鑑賞できる。
この他、2018年4月よりシアターの上映だけでなく、フクロウなどが羽ばたく姿を間近で観察できる「フライトトレーニング」も開催している。
シアターの特徴
正面に幅 40m×高さ 8mの日本最大級のメインスクリーン、後方左右に幅 5.3m×高さ 3mのリアスクリーンが設置されている。また大迫力の映像に加え、映像に合わせた立体音響や振動、音、風、霧、匂いなどが演出される。
上映プログラム
期間により上映プログラムが変更となる（大体2種類上映）。
- 第1弾『ICE WORLDS（氷の世界）』（2013年8月19日より上映）[35]
- 第2弾『VOYAGERS（ボイジャー） 野生動物の終わりなき旅』（2014年3月1日より上映）[36]
- 第3弾『THE MEERKATS（ザ・ミーアキャット）』（2014年7月19日より上映）[37]
- 第4弾『マジック・オブ・イエローストーン』（2014年12月2日より上映）[38]
- 第5弾『海がめロキシーの冒険』（2015年7月18日より上映）[39]
- 第6弾『モンキーキングへの道』（2016年3月1日より上映）[40]
- 第7弾『はらぺこペンギン・マックス』（2016年7月16日より上映）[31]
- 第8弾『ふしぎの森のハチドリ』（2017年3月25日より上映）[41]
- 第9弾『夢見るポピー』（2017年7月15日より上映）[42][43]
- 第10弾『吉岡里帆&HIKAKINと行く「奇跡の島ハワイ冒険ツアー」』（2019年3月30日より上映）[32]

#### アニマルコンテンツ
2018年4月のリニューアルで、実際の動物を観察したり直接触れ合うことができる「アニマルコンテンツ」が拡充された。所要時間はアニマルスタジオが1回最大30分、アニマルヴィレッジが約10分（ウォークスルー型）で他は15分に設定（いずれも各回定員制〈一部、時間指定券も導入〉、他のエリアよりも早く20時前には営業終了）されており、フリーパスが付属するパスポート入館の場合、追加料金なし入場可能となっているが、フリーパスを持っていない場合でも1回500円で入場できる。

##### アニマルガーデン
森を再現（イメージ）した「アニマルガーデン」を散策しながら、ミーアキャットやカピバラ、タランチュラ、モリフクロウなど約20種類の様々な動物（展示動物は変更となる場合あり）を間近で観察したり、一部の動物と直接触れ合うことができる。また、カーペットパイソンの首巻きもゾーン内で体験可能である。
エントランス（入口）近くの等身大図鑑「アニマルペディア」があった場所を改装し、2018年4月に新設された。

##### アニマルヴィレッジ 〜シマリスの森〜
国内初となる完全屋内型のリス園（ウォークスルー型エキシビション）で、約100匹のシマリスを間近で観察したり、直接触れ合うことも可能である（1回の体験時間目安は約10分、営業時間は19時まで）。旧「マルチスペース」があった場所に2019年3月新設。

##### アニマルスタジオ
プレーリードッグやヨツユビハリネズミ（ピグミーヘッジホッグ）、ウサギ、ヒヨコなど約15種類の動物（展示動物は変更となる場合あり）を実際に展⽰するゾーンで、BBC Earthの動物ドキュメンタリー映像の世界にも触れながら動物の生態について学び、一部を除く多くの動物と直接触れ合うことができる。また、オリジナルの写真撮影（予約制/一部有料）なども行なっている。
館内上階（SECOND FLOOR）のカフェを改装し、2016年7月に新設された（その後、2018年4月にリニューアル）。

##### キャットパラダイス
10種以上の様々な猫と実際に触れ合うことができるゾーン。2018年4月に新設。

#### その他のコンテンツ
館内には上記のシアター23.4やアニマルコンテンツの他にも、大自然の様々なシーンを体感できるエンタテインメント・エキシビションが置かれている。エキシビションのコンテンツは基本的に年間単位（CG等を使用していないノンインタラクションのものは早いタイミング）で更新していく予定である。開業から約1年となる2014年7月には一部エキシビションの内容が変更されると共に、エキシビションの名称についてもその事柄に関する数を使ったものなどから改称された。
なお、フリーパスを持っていない場合に有料となる一部エキシビションの料金については、前節（利用案内）の下部にある「エキシビション個別料金」を参照のこと。

##### ルーム型のエキシビション
- 地球飛行「アースクルージング」（旧称：40,000[注 3]）
大型湾曲スクリーンに投影された空撮映像により「仮想飛行体験」ができる。
- 4Dシアター「マウンテンゴリラ」（2014年7月新設）
アフリカの密林に生息する「ゴリラ」の映像を3D立体映像や臨場感のある音響（立体音響）・振動ユニット・エアー・接触装置などの演出により、撮影スタッフの視点で体感できる[37]。
- 極寒体験「マウントケニア」（旧称：-89.2[注 4]）
-15〜-20°Cの「極寒世界」を体感できる。2014年7月には「マウントケニア」に改称されると共に、内容（映像）もそれに合わせて更新されている。
- キッズプレイグラウンド「メガバグス」（2014年7月新設）
映像と共に遊具が設置されており、巨大なカマキリやテントウムシなどと一緒に「昆虫サイズの世界」を体験できるキッズ専用スペース[37]。
- 「インフィニット・アクアリウム」（2018年7月新設）
どこまでも続く不思議な水槽の世界[47]。終了した地球色見本「アースパレット」に代わり登場。

##### フロア配置型のエキシビション

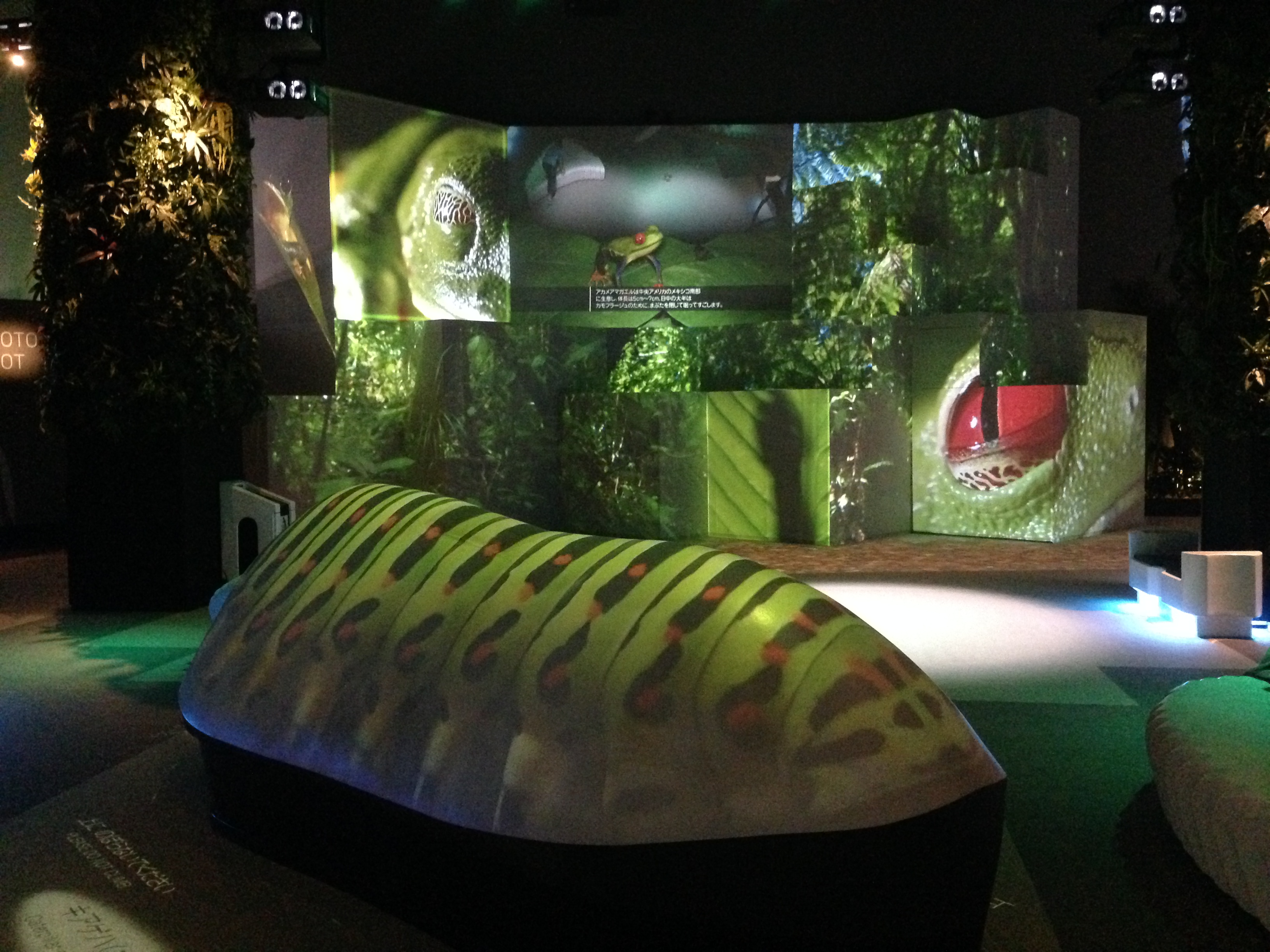
館内中央付近にあるベースキャンプ、手前には生物を投影するモーフィング・ストーン（2014年8月30日撮影）

- 大自然マッピング「ベースキャンプ」（休憩広場）
ジャングルやアイスワールドなどのプロジェクションマッピングによる映像を眺めながら休憩ができる。また、「モーフィング・ストーン」 にはプロジェクションマッピングで生物を映し出し、インタラクティブな反応が楽しめる。
- 不思議な鏡「アニマルセルフィー」（2014年7月より設置）
画面の前に立つと角が生えたり肌の模様が変わったり、CGのリアルタイム合成によって動物に変身しているかのような映像遊びが楽しめる[37]。
- おもしろ写真館「エクストリーム フォトスポット」
様々なポーズで合成写真を撮ることができる。撮った写真は「フォトダイアリー」端末で鑑賞や購入が可能。

##### 期間限定のエキシビション
2018年4月のリニューアルで、自然に関する期間限定企画を開催する「マルチスペース」（約150m2のエリア）が新設された。2019年3月にはエキシビション「アニマルヴィレッジ」の新設に伴い、「シアター23.4」のロビー（入口待機スペース）となっていた場所に移設された。
主な開催イベント
- 「恐竜ハンターキャンプ」（2018年4月1日〜5月27日）
ユタラプトルの全身骨格標本の展示（最新版/日本初公開）や化石発掘体験など、恐竜の世界を体験・学習できるイベント[4]。
- 「変身! 昆虫スゴわざ展」
2018年の夏（7月1日〜9月30日）に「変身! 昆虫スゴわざ展2018」として初開催した昆虫の世界を体験・学習できるイベントで、立体3D標本なども展示。また、エントランス前の特設会場では『みんなの世界昆虫展2018』も同時開催している[47]。
さらに翌年夏（6月29日〜9月30日）にも「変身！昆虫スゴわざ展2019」を開催（前年に続きエントランス前特設会場の『みんなの世界昆虫展2019』と同時開催）している[48]。
- 「なりきりニャンコ展」（2018年10月20日〜2019年3月10日）
ネコの特性（スゴわざ）を体験・学習できるイベント。アニマルコンテンツ「キャットパラダイス」の猫写真も展示[49]。
- 「ダイナソーパーク」（2019年3月20日〜6月16日）
前年の「恐竜ハンターキャンプ」に続く、恐竜イベント第二弾。化石発掘体験の他、吠えかかる実物大のティラノサウルス（頭部）ロボット、恐竜の足音体験コーナーなどが登場。また、恐竜が館内を練り歩くグリーティング形式の体験型恐竜ライブ「DINO-A-LIVE（ディノアライブ）」[50]も同時開催[45][51]。
- 「なりきりアニマル運動会」（2019年10月12日〜2020年3月8日）
動物のスピードなど「スゴわざ!」を体験・学習できるイベント。
- 「ちいさな恐竜展」（2020年11月20日〜12月31日）
閉館イベント『オービィ横浜 グランドフィナーレ〜7年目の感謝と恩返し〜』の一環で開催。
化石標本展示（本物）や化石発掘体験など恐竜について学べる過去の人気コンテンツが復活[30]。

##### かつて存在したエキシビション
2014年7月のリニューアルで廃止
- 1,300,000[注 5]（ルーム型エキシビションB）
四面スクリーンに映し出される「ヌーの大群」を目や耳で体感。改修工事のため2014年6月16日より休止となり[52]、そのまま翌月にはワイルドジャーニー「エレファンツ」に変更となった。
- 60[注 6]（ルーム型エキシビションC）
世界最大のトカゲ「コモドドラゴン」の生態を3D立体映像や音・振動・匂い・接触装置などの演出で体感。2014年7月より、4Dシアター「マウンテンゴリラ」に変更（エキシビション名および内容の更新）となった。
- 75[注 7]（ルーム型エキシビションF）
ウォークスルータイプのエキシビションで、映像と演出装置により歩きながら「昆虫の世界」を体感。改修工事のため2014年6月16日より休止となり[52]、そのまま翌月にはキッズプレイグラウンド「メガバグス」に変更となった。

2018年4月のリニューアルで廃止
- 等身大図鑑「アニマルペディア」（フロア配置型エキシビション）
実物大の動物のインタラクティブな映像と共に、動物の生態を観察・学習可能であった。当エキシビションがあった場所は、2018年4月のリニューアルの際に「アニマルガーデン」となっている。
- 海中散歩意「ブルーレイヤー」（旧称：10,994[注 8]/ルーム型エキシビションE）
海面・浅瀬から深海（深度10,994m）まで「仮想海中散歩」が楽しめたが、2018年4月のリニューアルの際に廃止となった。
- ワイルドジャーニー「エレファンツ」（ルーム型エキシビションB）
苛酷な環境で生きる「アフリカゾウの親子」との旅を、霧・スモーク・風・フラッシュライト、サラウンドシステム、振動装置などの演出により体感[37]。上記の「1,300,000」に代わり2014年7月に新設されたエキシビションであるが、2018年4月のリニューアルの際に廃止となった。

単独廃止・リニューアル
- 地球色見本「アースパレット」（旧称：∞（Infinite）/ルーム型エキシビションG）
テーブルに置かれた6種類の色に色彩センサーが反応して、同系色の写真（地球上の生物や風景など）が部屋の一面に表示されるアート空間。2018年7月に終了し、代わりに新エキシビション「インフィニット・アクアリウム」が登場[47]。
- コンマ数秒の世界「タイムスライス」（フロア配置型エキシビション）
ハイスピードカメラにより1秒間の動きを撮影可能で動物の動きとの比較もできる（「フォトダイアリー」で閲覧可能）、開業時より存在したエキシビションであったが、2019年2月に廃止となった。

### その他の施設・サービス
館内のサービス・カフェなどに関する詳細情報は「公式サイト（ショップ/フォトダイアリー/カフェのページ）」（2020年10月24日時点）を参照のこと。

#### メイキング・ショップ・フォトダイアリー
- メイキング
BBCの撮影メイキングや機材などが展示されている。
- Orbiショップ
Orbiのオリジナルグッズなどを扱うショップ。
- フォトダイアリー
自動撮影された写真やエキシビションで撮った合成写真などの鑑賞と購入ができる。

#### カフェカウンター（軽食コーナー）
館内上階（SECOND FLOOR）にあるカフェカウンター（通常ラストオーダー16:00）では、軽食（ホットドッグなど）やドリンク、アイスクリームを販売している。
なお、2016年7月に「アニマルスタジオ」が新設されたことに伴い、当コーナー（これまで「カフェ」と呼ばれていた）は規模を縮小し、注文・受け渡しカウンターのみとなった。また、2018年1月16日より当コーナーは当面営業休止となっていたが、同年4月の当館リニューアルオープン時に営業を再開している。一方、当館の名物としてオープン当初から販売されていた地球をイメージした「ブルーバーガー」（当日予約販売）は、2018年1月の営業休止時に販売を終了したまま同年4月の新メニューからは姿を消しており、以降販売が行われていない。
期間限定メニュー&イベント
- 2014年12月には数量限定で速水もこみちプロデュース『MOCOカフェめし』が販売された（2015年9月の第4弾まで継続）[55][56]。
- 2015年8月〜9月には、暗闇の中で目隠しをして五感をフルに活用した食事を楽しむことができる「ナイトピクニック」というイベントも実施されている[39]。
- 特設会場イベントとのコラボレーション・メニュー
  - 2015年3月には特設会場イベント『毒毒毒毒毒毒毒毒毒展（もうどく展） in みなとみらい』とのコラボレーションで、本物のカエルの唐揚げを丸ごと挟んだオリジナルメニューの「フロッグバーガー」やカエルの卵をイメージした「カエルの卵?!スイーツ」を販売している[57][58]。
  - 2015年12月には特設会場イベント『Live!オーロラ〜アラスカ原野行〜』とのコラボレーション・メニューとして、シロクマをモチーフとしたバンズの中にサーモンフライとオーロラソースが絶妙にマッチした「シロクマバーガー」やふわふわの綿飴が乗っている「シロクマ・コットンキャンディーソーダ」を販売している[59][60]。
  - 2018年4月以降は館内の期間限定イベントとのコラボレーション・メニューも販売されている。

## コラボレーション・イベント
エントランス前の特設会場で実施された主なイベント
下記のイベントはあくまでも当館のエリア外で実施されたコラボレーション・イベントであるため、当館のものとは別に入場料が必要となっている（※当館とのセット割引券などが販売されることもある）。
- 『みんなの世界昆虫展』 - 珍しい昆虫標本や生きた昆虫と触れ合えるイベントで、2014年の夏休み期間中（7月19日〜8月31日）に初開催。その後、2017年の夏（7月21日〜9月18日）に『みんなの世界昆虫展2017』として3年ぶりに復活開催[42][61][62]、さらに翌年以降も夏の恒例イベントとなっている。
- 『毒毒毒毒毒毒毒毒毒展（もうどく展） in みなとみらい』（2015年3月21日〜5月17日開催） - 2014年にサンシャイン水族館で開催された“毒を持つ生き物”の特別展「毒毒毒毒毒毒毒毒毒展（もうどく展）」の第2弾イベント。当館のカフェでは前述のとおり、同イベントとのコラボレーション・メニューが販売された[57][63]。
- 『みなとみらイズー 〜サワレルハチュウルイ展〜』（2015年7月18日〜9月27日開催） - 爬虫類の展示で日本最大級を誇る静岡県の体感型動物園「iZoo」とのコラボレーション・イベント[64][65]。
- 『Live!オーロラ〜アラスカ原野行〜』（2015年12月18日〜2016年2月29日開催） - 「Live!オーロラ」を開発した古賀祐三が全面協力しアラスカのオーロラをリアルタイム中継するイベント。同会場では他に自然写真家・松本紀生の写真展（アラスカをテーマとした作品を展示）も併設開催していた。当館におけるコラボレーションとして、「シアター23.4」では第1弾プログラム『ICE WORLDS（氷の世界）』を期間限定上映、またカフェでも前述のとおりコラボレーション・メニューが販売されていた[59][60]。
- 『キモい展』（2016年7月16日〜8月31日開催） - 世の中の気持ち悪い生き物（通称キモアニ）を集めて展示するイベントで、実際に生き物に触れることができる「ふれあいゾーン」も週2回、時間限定で開設。なお、これまでに『ぞくぞく!ふしぎ動物キモだめし』や『ごきぶり展』といったイベントの開催実績がある山口県の「周南市徳山動物園」が制作協力を行なっている[66][67]。その後、2018年の秋（9月14日〜11月25日）には『キモい展リターンズ』として2年ぶりに復活開催している[68]。
- 『ねこ休み展 in 横浜みなとみらい』 - 猫にまつわる写真や作品を手がける人気クリエイターらによる合同写真展・物販展で、2017年から2018年の年末年始（12月15日〜1月14日）に初開催（初の横浜開催）[69][70][71]。さらに翌年以降も年末年始の恒例イベントとなっている。
- 『におい展』（2019年9月14日〜12月8日開催） - 「悶絶」から「美臭」まで、世の中の様々な“におい”を体感できるイベント[72]。

## 備考

### 開業前に公表されていたゾーン名称
開業前の2013年5月の段階では3つのゾーンの区分けとして、エキシビションゾーンを「Pre-SHOW」、シアター23.4を「Main-SHOW」、アフターショー&サービスを「Post-SHOW」と呼称していた。なお、2016年7月のリニューアルにより、「エキシビションゾーン」と「シアター」という区分けに加えて、シアターとその他のエキシビションを除く付帯施設・サービスを指していた「アフターショー&サービス」という区分けについても、公式サイトなどで使われなくなっている。

### 導入が検討されたサービス
AR端末による館内周遊ツアー
開業前には、AR端末を導入することにより館内周遊ツアーを実施する計画が公表されていた。貸し出された端末を各エキシビションでかざすことにより動物の詳細情報などをその場で確認できるというもので、当初は2013年秋の導入を予定していたが、導入には至らなかった。